# Maia (mitologia)
|  | Per a altres significats sobre Maia, vegeu «Maia (desambiguació)». |

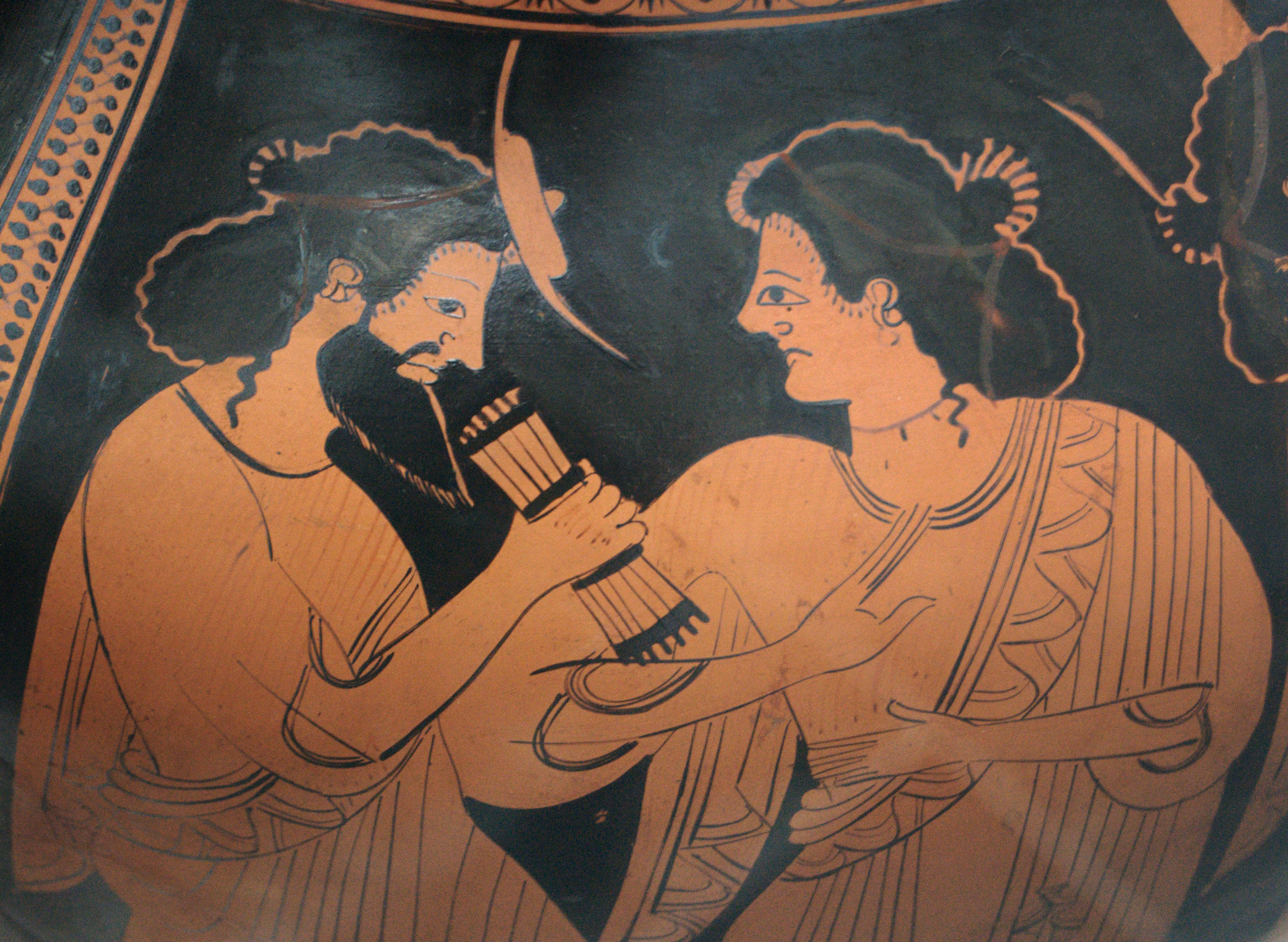
Hermes i Maia (àmfora, principis del).

Maia, segons la mitologia grega, fou una de les Plèiades, la més gran en edat i també la més tímida. Filla d'Atles i de Plèione. Posteriorment va passar a ser identificada amb la deessa romana Bona Dea.

## Origen del mite
El mite de Maia és esmentat per primera vegada per Hesíode, engendrada per Plèione, una nimfa filla d'Oceà, i el seu espòs Atles, un tità. Maia va néixer a la muntanya Kil·lini (de vegades escrit Cilene), motiu pel qual Simònides de Ceos li va dedicar uns versos on la descriu com «l'adorable dels ulls negres».
També surt esmentada pel poeta Homer
que relata com Zeus la va veure, se'n va enamorar i la va fer mare d'Hermes. Zeus va evitar després que la gelosa Hera la matés per l'adulteri amb el seu marit. Per a ajudar-la Zeus la va amagar en una cova (en la qual naixeria Hermes) i va convèncer Hera perquè la deixés en pau. A més d'Hermes va criar Arcas, el fill de Cal·listo, després que Hermes li entregués el nadó, ja que el déu alat va escollir la seva mare com a la millor persona per criar un nen.

D'aquí que el seu nom es relacioni amb el terme μαῖα (maia), paraula per a referir-se respectuosament a les dones grans, el qual deriva de μήτηρ (mētēr=mare).

## Confrontació entre Maia i Apol·lo
Quan Hermes era un nadó es va escapar del bressol on Maia el va deixar perquè dormís. Mentre va ser a fora, es va escapar i va anar a robar el bestiar del déu Apol·lo. Perquè no es veiessin les petjades del ramat, va posar sabates a les potes dels bous (o bé va lligar unes branques a les cues de les bèsties) i els va portar a Tegea. Però una part dels animals van ser tancats en una cova. En va sacrificar dos, que es va menjar en part i en part va cremar. Va córrer cap a Cilene i davant de la cova on vivia va trobar una tortuga. Va netejar-la i va tensar sobre la seva closca unes cordes obtingudes dels budells de les vaques que havia sacrificat, i va fabricar una lira. Apol·lo buscava les vaques a Tegea, i la gent li va dir que havia vist un nen que se les emportava, però no havien vist cap on. Apol·lo va deduir que era Hermes i va exigir a Maia que el seu fill li tornés el bestiar, però aquesta li va dir que el seu nadó no s'havia mogut del seu bressol, ja que Hermes havia tornat a la cova abans que Maia s'adonés que havia fugit. Apol·lo es va emportar el petit déu i la seva mare davant Zeus demanant que li tornés allò que li havia pres. Tant Hermes com la seva mare van negar les acusacions del déu, però Zeus, que sabia el que havia fet el seu fill, va ordenar que tornés el bestiar a Apol·lo, però que aquest va canviar d'opinió quan Hermes li va regalar la Lira a canvi del bestiar. Mentre Hermes havia pasturat les vaques havia construït una flauta i tocava amb ella. Apol·lo volia també la flauta, i va oferir-li un bastó d'or a canvi. Però Hermes va dir que a més del bastó volia conèixer l'art de l'endevinació. Apol·lo el va instruir i Zeus el va fer missatger seu i dels déus subterranis.

## Culte de Maia
Els grecs erigien temples en honor de Maia i la invocaven com a protectora de les mares i la fertilitat en general. Quan els grecs van fundar una colònia al sud de la península Itàlica (Magna Grècia) el seu culte va ser imitat pels nadius i importat a altres llocs de la península on es va assimilar al culte de Bona Dea.